# Wilhelm Pilgram (Schauspieler)
Friedrich Wilhelm Pilgram (* 1. Januar 1889 in Barmen, heute Wuppertal; † 1. November 1971 in Köln) war ein deutscher Schauspieler und Hörspielsprecher.

## Leben
Wilhelm Pilgram war der Sohn eines Fabrikanten und besuchte ein humanistisches Gymnasium, bevor er von 1905 bis 1907 zunächst eine Banklehre und im Jahr darauf ein mehrmonatiges Volontariat am Pariser Crédit Lyonnais absolvierte. Als Schüler von Siegwart Friedmann erfolgte ab 1909 die Ausbildung zum Schauspieler am Deutschen Theater in Berlin. Dort begann er zunächst als Statist seine künstlerische Laufbahn. 1910 war Pilgram für kurze Zeit am Neuen Theater in Hamburg engagiert, danach spielte er bis 1912 am Schauspielhaus Bremen. Nach kurzen Gastspielen am Stadttheater Kiel und in Dresden, ging Pilgram 1915 ans damalige Königlich Preußische Hoftheater, wo er bis 1920 wirkte. Zwischen 1915 und 1918 war er gleichzeitig kommissarischer Leiter der Theater in Bielefeld und Göttingen. Auf ein weiteres Gastspiel am Berliner Lessingtheater folgte mit Beginn der Spielzeit 1920/21 eine Verpflichtung an das Deutsche Schauspielhaus in Hamburg, wo er zum ersten Mal am 1. Weihnachtstag 1920 in der Rolle des Andreas Graf Mach in dem Stück Bettinas Verlobung von Leo Lenz auf der Bühne stand. Am 17. November 1921 hatte er dort Premiere in der Titelrolle von Ibsens Peer Gynt, die er im Laufe der Jahre über 110-mal spielte.
In Hamburg wurde Pilgram, der hier aus nicht bekannten und nicht zu ermittelnden Gründen unter dem Pseudonym Willy Favart auftrat, spätestens 1935 aktenkundig wegen des wiederholten Vorwurfs gleichgeschlechtlicher sexueller Handlungen mit einem minderjährigen Schüler. Ein gegen ihn angestrengtes gerichtliches Verfahren wurde 1936 zunächst ausgesetzt, im Februar 1938 kam es dann doch zum Prozess, in dem Pilgram allerdings von sämtlichen Vorwürfen freigesprochen wurde. Von 1936 bis 1940 ruhten alle künstlerischen Aktivitäten Pilgrams, erst 1940 nahm er unter seinem bürgerlichen Namen "auf Veranlassung der Reichstheaterkammer", wie er später an den Hamburger Autor und Kulturhistoriker Paul Möhring schrieb, ein Engagement am Schauspiel Köln an. Dort debütierte Pilgram am 25. September 1940 als König Lear in der gleichnamigen Tragödie von William Shakespeare. Aufgrund seines Betreibens konnte das Schauspiel Köln nach Kriegsende als erstes Theater in der britischen Besatzungszone seinen Spielbetrieb wieder aufnehmen. Am 17. August 1945 hatte der Shakespeare’sche Sommernachtstraum in der Aula der Universität Premiere.
Bekannte Rollen in Wilhelm Pilgrams über 60-jähriger Laufbahn waren neben dem König Lear und dem Peer Gynt unter anderem der Jago in Othello, Herzog Alba und Domingo in Schillers Don Karlos, der Zettel im Sommernachtstraum, Pastor Manders in Gespenster und Torvald Helmer in Nora oder Ein Puppenheim, beide von Henrik Ibsen, oder der Stauffacher in Wilhelm Tell, aber auch der Musikant Dickback in Paul Schureks Komödie Straßenmusik. In der Rolle des Großvaters in Paul Osborns Der Tod im Apfelbaum feierte Pilgram 1965 seine 25-jährige Zugehörigkeit zum Schauspiel Köln, aus Anlass seines 80. Geburtstages erfolgte die Ernennung zum Ehrenmitglied der Bühnen der Stadt Köln.
Wilhelm Pilgram, der in Köln zwischen 1940 und 1969 in 199 Rollen zu sehen gewesen war, konnte daneben eine ebenso umfangreiche Tätigkeit als Hörspielsprecher nachweisen. Bereits 1926 hatte er in einer Produktion der Nordischen Rundfunk AG (NORAG) mitgewirkt, bis 1970 folgten fast 300 weitere Produktionen unter Pilgrams Mitwirkung.
Für das Fernsehen arbeitete Pilgram dagegen selten. Lediglich zu Beginn der 1920er Jahre und zwischen 1954 und 1966 stand er einige Male vor der Kamera. Erhalten geblieben ist seine Stimme auch in einer Gesamtaufnahme des Singspiels Im weißen Rößl aus dem Jahr 1970, in der er den Professor Hinzelmann spricht.
Pilgram verstarb im Alter von 82 Jahren in einem Kölner Krankenhaus. Er war nicht verheiratet.

## Filmografie
- 1921: Ein ungeklärter Fall
- 1922: Don Juan – Vera-Filmwerke (unter dem Pseudonym Willy Favart)
- 1954: Schneider Wibbel
- 1954: Ein Engel namens Schmitt
- 1959: Der Herr Ornifle
- 1961: Bernadette Soubirous
- 1962: Daphne Laureola
- 1963: Schönes Weekend, Mr. Bennett
- 1965: Südsee-Affaire
- 1966: Der Kirschgarten

## Hörspiele (Auswahl)
- 1926: Die selige Exzellenz – Autoren: Rudolf Presber und Leo Walther Stein – Regie: nicht genannt
- 1947: Der Raub der Sabinerinnen – Autoren: Franz und Paul von Schönthan – Regie: Wilhelm Semmelroth
- 1947: Ein Inspektor kommt – Autor: John B. Priestley – Regie: Wilhelm Semmelroth
- 1947: Ich habe ein Verbrechen gut – Autor: Hans-Otto Grünefeldt – Regie: Eduard Hermann
- 1948: Tugend auf der Treppe – Autor: Heinrich Spoerl – Regie: Wilhelm Semmelroth
- 1949: Der arme Mr. Griffith – Autor: Theodore Dreiser – Regie: Wilhelm Semmelroth
- 1949: Mordprozess Robert Harms – Autor: Heinz Gummersbach – Regie: Eduard Hermann
- 1949: Faust II – Autor: Johann Wolfgang von Goethe – Regie: Ludwig Berger
- 1950: Das tote Herz – Autor: Josef Martin Bauer – Regie: Ludwig Cremer
- 1950: Ich bin siebzehn – Autor: Paul Vandenberghe – Regie: Ludwig Cremer
- 1950: Kleinpaul entdeckt einen Tizian – Autor: Walther Franke-Ruta – Regie: Ludwig Cremer
- 1951: Hiob – Autor: Joseph Roth – Regie: Edward Rothe
- 1952: Die wilden Pferde – Autor: Maurice Valency – Regie: Ludwig Cremer
- 1952: Die Geschichte des Askid Thorgilsson – Autor: Ernst Rottluff – Regie: Eduard Hermann
- 1952: Der Turm auf dem Hühnerhof – Autor: Vittorio Calvino – Regie: Ludwig Cremer
- 1952: Arizona Charleys Junge – Autor: Bengt Berg – Regie: Kurt Meister
- 1953: Die Straße nach Cavarcere – Autor: Harald Zusanek – Regie: Edward Rothe
- 1953: Clarius findet einen Stern – Autor: Jean Clavin – Regie: Werner Honig
- 1953: Neues aus Schilda (Folge: Geplätscher in Schilda) – Autor: Otto Bielen – Regie: Raoul Wolfgang Schnell
- 1953: Der Engel antwortete – Autor: Anton Betzner – Regie: Wilhelm Semmelroth
- 1953: Neues aus Schilda (Folge: Das Fest der hohen Tiere) – Autor: Jürgen Gütt – Regie: Kurt Meister
- 1954: Der Turm – Autor: Hugo von Hofmannsthal – Regie: Ludwig Cremer
- 1954: Gefundenes Geld – Autor: Ernst Bohnen – Regie: Eduard Hermann
- 1954: Neues aus Schilda (Folge: Schlechte Zeiten für Herrn Krause) – Autor: Otto Bielen – Regie: Wilhelm Semmelroth
- 1955: Die heimliche Hose – Autor: Kurd E. Heyne – Regie: Franz Zimmermann
- 1955: Das Brennglas – Autor: Charles Morgan – Regie: Ludwig Cremer
- 1955: Of und der Mond – Autor: Paul Willems – Regie: Wilhelm Semmelroth
- 1956: Neues aus Schilda (Folge: Das unbekannte Amt) – Autor: Georg Heine – Regie: Raoul Wolfgang Schnell
- 1956: Frühling in Violett – Autor: Joachim W. Reifenrath – Regie: Ludwig Cremer
- 1956: Kellerassel – Autor: Fritz Raab – Regie: Ludwig Cremer
- 1956: So weit die Füße tragen – Autor: Josef Martin Bauer – Regie: Franz Zimmermann
- 1957: Die Rechnung ohne den Wirt – Autor: James Mallahan Cain – Regie: Edward Rothe
- 1957: Die Kurve – Autor: Leonhard Frank – Regie: Ludwig Cremer
- 1957: Es geschah in … (Folge: Die Kinder von Gallatin) – Autor: Christian Geissler – Regie: Raoul Wolfgang Schnell
- 1958: Mondvögel – Autor: Marcel Aymé – Regie: Raoul Wolfgang Schnell
- 1958: Der kleine Lord – Autor: Frances Hodgson Burnett – Regie: Fritz Peter Vary
- 1958: Eugénie Grandet – Autor: Honoré de Balzac – Regie: Edward Rothe
- 1959: Santa Cruz – Autor: Max Frisch – Regie: Friedhelm Ortmann
- 1959: Es geschah in … (Folge: Alte Dame zu begleiten) – Autor: Otto Bielen – Regie: Raoul Wolfgang Schnell
- 1959: Maigret und seine Skrupel – Autor: Georges Simenon – Regie: Gert Westphal
- 1960: Andere Lück sin och Minsche – Autorin: Lis Böhle – Regie: Fritz Peter Vary
- 1960: Die Nacht vor Weihnachten – Autor: Nikolaj Gogol – Regie: Friedhelm Ortmann
- 1961: Dampfeisenbahnschrankenwärter Bumke – Autor: Jakob Lorey – Regie: Fritz Peter Vary
- 1961: Franz von Assisi. Der Spielmann – Autor: Josef Martin Bauer – Regie: Otto Kurth
- 1962: Fromme Täuschung? – Autor: Adalbert Seipolt – Regie: Elmar Boensch
- 1962: Der Zug nach Morteville – Autor: Franz-Josef Merx – Regie: Friedhelm Ortmann
- 1963: Zwerg Nase – Autor: Wilhelm Hauff – Regie: Walter Knaus
- 1964: Die Feste der Madama Sarment – Autor: Peter M. Thouet – Regie: Cläre Schimmel
- 1964: Durch die Wüste – Autor: Karl May – Regie: Manfred Brückner
- 1965: Haut – Autor: Roald Dahl – Regie: Otto Düben
- 1965: Mr. Hayes’ Dilemma – Autor: David Rush – Regie: Edward Rothe
- 1965: Unwiederbringlich – Autor: Theodor Fontane – Regie: Heinz Wilhelm Schwarz
- 1965: Der Ritter Hubät – Autor: Jean Jenniches – Regie: Fritz Peter Vary
- 1966: Warum, Warum – Autorin: Blaise Cendrars – Regie: Günther Sauer
- 1966: Paul Temple und der Fall Genf – Autor: Francis Durbridge – Regie: Otto Düben
- 1966: Ein großes Tier fängt man selten – Autor: John Graham – Regie: Edward Rothe
- 1967: Epilog – Autor: Christian Noak – Regie: Cläre Schimmel
- 1967: Sackgasse – Autor: Paolo Levi – Regie: Cläre Schimmel
- 1969: Die schwierige Aufgabe – Autor: Johann Hermann Detmold – Regie: Otto Kurth
- 1969: Gehirn Nr. 45 – Autor: Ardrey Marshall – Regie: Tibor von Peterdy
- 1970: Die Carlton-Komödie – Autor: Peter Karvaš – Regie: Edward Rothe

## Auszeichnungen
- 1959: Verleihung des Bundesverdienstkreuzes
- 1969: Ernennung zum Ehrenmitglied der Bühnen der Stadt Köln